# Onesíforo
Onesíforo, nome que significa "dando lucro", foi um dos primeiros cristãos, citado no Novo Testamento em II Timóteo (2 Timóteo 1:16–18 e 2 Timóteo 4:19). 

## História
De acordo com a epístola, escrita por Paulo, Onesíforo procurou o apóstolo, que estava aprisionado em Roma. A perseguição aos cristãos durante o reinado do imperador romano Nero tornou a capital do império um lugar perigoso para os cristãos. Paulo elogia-o por sua hospitalidade, sua bondade e coragem[nota a] e contrasta-o com outros fiéis na Ásia que o tinham desertado. O apóstolo envia ainda saudações para sua família em Éfeso e menciona a ajuda que ele já tinha dado a Paulo antes na cidade. Timóteo, que era o líder da igreja de Éfeso na época, aparentemente já conhecia estes atos de Onesíforo. O elogio de Paulo a Onesíforo é importante por que ele foi escrito pouco antes de sua morte como um encorajamento final a Timóteo.
Por Paulo somente citar Onesíforo no pretérito, por saudar sua família e por pedir misericórdia para ele "naquele dia" (2 Timóteo 1:18), alguns estudiosos acreditam que Onesíforo já estivesse morto quando a epístola foi escrita. Adicionalmente, em 2 Timóteo 4:19, Paulo saúda diretamente Priscila e Áquila e a família de Onesíforo. 